# 永寶千晶
永寶千晶（1983年9月9日—）是出身於日本新潟縣的女性演員、聲優，文学座所属。

## 生平
- 新潟大学畢業[1]。
- 2012年加入文學座研究所，2017年正式成為文學座成員[2]。以舞台劇演出為主，之後也參與海外電影電視劇目的配音工作，在2015年擔任星球大戰新三部曲女主角Rey的日本配音。

## 作品

### 舞台劇
2006
- 李爾王

2007
- 哈姆雷特

2008
- 冬天的故事

2009
- 暴風雨

2011
- 泰爾親王佩利克爾斯

2015年
- THE WALL-ある寓話-
- 春疾風

2019
- 玻璃動物園

### 配音

#### 動畫
2019年
- 無限之住人（飯盛女）

2020年
- 啄木鳥偵探所（嘉平的妻子）

#### 外國影視
電視/電影
| 年份 | 作品                     | 角色                             | 演員                    | 媒介            |
| ---- | ------------------------ | -------------------------------- | ----------------------- | --------------- |
| 2015 | 星球大戰：原力覺醒       | Rey                              | 黛絲·烈尼               | 公映/影碟版本   |
| 2017 | 東方快車謀殺案           | 瑪莉·德貝納姆                    | 黛絲·烈尼               | 公映/影碟版本   |
| 2017 | 星球大戰：最後絕地武士   | Rey                              | 黛絲·烈尼               | 公映/影碟版本   |
| 2019 | 星球大戰：天行者崛起     | Rey                              | 黛絲·烈尼               | 公映/影碟版本   |
| 2013 | 維京傳奇                 | Torvi                            | 喬治·亞赫斯特           | 電視/影碟版本   |
| 2014 | 第七軍團：最後戰役       | 莉莉                             | 漢娜·羅斯·卡頓          | 影碟版本        |
| 2015 | 亞馬遜食人獄             | 賈斯婷                           | 蘿蘭莎·伊柔             | 影碟版本        |
| 2016 | 美國隊長3：英雄內戰      | 聯合國委員                       | -                       | 公映/影碟版本   |
| 2016 | The OA                   | 帕蕊·約翰遜 尼娜·阿紮羅娃 布莉特 | 布莉特·瑪琳             | Netflix串流媒體 |
| 2016 | 南方女王                 | 特雷莎·門多薩                    | 艾莉絲·布拉加           | Netflix串流媒體 |
| 2016 | 黑色樹海                 | 薩拉·普萊斯/傑西·普萊斯          | 娜塔莉·多莫             | 影碟版本        |
| 2016 | 玉面飛龍                 | 萊莉·戴維斯                      | 特里斯汀·梅斯           | 電視/影碟版本   |
| 2017 | 虐靈者                   | 妮歌·羅林斯                      | 蘇菲·庫克森             | 影碟版本        |
| 2017 | 廣告牌殺人事件           | 安琪拉·海斯 潘妮洛碧             | 凱瑟琳·紐頓 薩瑪拉·威明 | 影碟版本        |
| 2018 | 悲慘世界                 | Fantine                          | 莉莉·歌蓮絲             | 電視/DVD版本    |
| 2018 | 愛情故事（2018年重配版） | 詹妮弗“珍妮”卡維萊裏             | 艾莉·麥克勞             | Netflix串流媒體 |
| 2018 | 安魂曲                   | 瑪蒂爾達·格雷                    | 莉蒂亞·威爾森           | Netflix串流媒體 |
| 2019 | 聖誕大凶日               | 芮莉·史東                        | 伊莫珍·蓋伊·波茨        | 影碟版本        |
| 2019 | 黑魔后2                  | 格爾達                           | 詹·穆瑞                 | 公映/影碟版本   |
| 2019 | True Detective（S3）     | 露西·珀塞爾                      | 瑪米·甘默               | 付費頻道        |
| 2019 | 殺人犯:陷入黑暗          | 路易絲·伯格斯坦                  | 娜塔莉·瑪杜諾           | 電視版本        |
| 2020 | 崩裂（2020年重配版）     | 斯蒂弗                           | 萊斯莉·艾什             | 付費頻道        |

## 來源
1. ↑  .   [2020-12-09]. （原始内容存档于2019-06-17）.
2. ↑  .   [2020-12-09]. （原始内容存档于2021-01-22）.

## 外部連結
- 文學座簡介 （页面存档备份，存于）

- 永寶千晶Twitter （页面存档备份，存于）